# 자백
자백(自白)은 사실을 시인하는 행위로 형사상 범죄사실을 시인하는 것이고 민사상 소송의 변론이나 변론준비기일에서 상대방의 주장사실과 '일치'되고, 자기에게 '불리한' 사실상의 진술이다.

## 형사소송법
- 자백의 절차에 관하여는 아무런 제한이 없으므로 그가 공술한 사건을 다루는 기관에 대한 자발적인 고백은 물론, 위증사건의 피고인 또는 피의자로서 법원이나 수사기관의 심문에 의한 고백도 위 자백의 개념에 포함된다. (73도1639)
- 피고인이 검사 이전의 수사기관의 조사과정에서 고문 등으로 임의성 없는 진술을 하고, 그 후 검사의 조사단계에서도 임의성 없는 심리상태가 계속되어 동일한 내용의 진술을 하였다면 비록 검사 앞에서 조사받을 당시는 고문 등 자백 강요를 당한 바가 없었다고 하여도 검사 앞에서의 자백은 결국 임의성 없는 진술이 될 수 밖에 없으니, 피고인이 검사 이전의 수사기관에서 고문으로 임의성 없는 자백을 하였음을 주장하면서 검사 앞에서의 동일한 내용의 자백을 부인하고 있다면, 이는 결국 검사 작성의 피의자신문조서의 임의성을 부인하는 취지라고 보아야 한다. (1981.10.13. 81도2160)
- 상법장부나 항해일지, 진료일지 또는 이와 유사한 금전출납부 등과 같이 범죄사실의 인정 여부와는 관계없이 자기에게 맡겨진 사무를 처리한 사무 내역을 그때그때 계속적, 기계적으로 기재한 문서 등의 경우는 사무처리 내역을 증명하기 위하여 존재하는 문서로서 그 존재 자체 및 기재가 그러한 내용의 사무가 처리되었음의 여부를 판단할 수 있는 별개의 독립된 증거자료이고, 설사 그 문서가 우연히 피고인이 작성하였고 그 문서의 내용 중 피고인의 범죄사실의 존재를 추론해 낼 수 있는, 즉 공소사실에 일부 부합되는 사실의 기재가 있다고 하더라도, 이를 일컬어 피고인이 범죄사실을 자백하는 문서라고 볼 수는 없다. (대법원 1996.10.17, 선고, 94도2865, 전원합의체 판결)

## 민사소송법

### 판례
- 주요사실만 자백의 대상이 되고 증명의 대상이 되므로 간접사실과 보조사실은 재판상 자백의 대상이 아니다. 다만 보조사실 중 처분문서의 진정성립에 대한 자백에 대해서는 보조사실에 관한 것이나 주요사실에 관한 자백과 같이 취급하는 바, 문서의 진정성립을 인정한 당사자는 자유롭게 이를 철회할 수 없다. (2001다5654)
- 재판상의 자백에 대하여 상대방의 동의가 없는 경우에는 자백을 한 당사자가 그 자백이 진실에 부합되지 않는다는 것과 자백이 착오에 기인한다는 사실을 증명한 경우에 이를 취소할 수 있는바, 이때 진실에 부합하지 않는다는 사실에 대한 증명은 그 반대되는 사실을 직접증거에 의하여 증명함으로써 할 수 있지만, 자백사실이 진실에 부합하지 않음을 추인할 수 있는 간접사실의 증명에 의하여도 가능하다고 할 것이고, 또 자백이 진실에 반한다는 증명이 있다고 하여 그 자백이 착오로 인한 것이라고 추정되는 것은 아니지만 그 자백이 진실과 부합되지 않는 사실이 증명된 경우라면 변론의 전취지에 의하여 그 자백이 착오로 인한 것이라는 점을 인정할 수 있다.  (대법원 2000.9.8, 선고, 2000다23013, 판결)
- 자백이 진실에 반하는 것임이 증명되었다고 하여 착오로 인한 자백으로 추정되지 않는다. (94다14797)
- 소유권에 기한 이전등기말소청구소송에 있어서 피고가 원고 주장의 소유권을 인정하는 진술은 그 소전제가 되는 소유권을 이루는 사실에 대한 진술로 볼 수 있으므로 이는 재판상 자백이라 할 것이다. (87다카749)
- 사실에 대한 평가적 판단은 권리자백의 대상일수는 있어도 재판상 자백으로 법원을 구속하지 못한다. (2000다66430)

### 자백 사례
- 철수가 민수를 상대로 소유권에 기한 대지인도 및 건물철거청구의 소를 제기하였는데, 이에 대해 민수는 "철수에게 위 대지에 관하여 소유권이 존재한다"라는 진술을 하였다. 이 진술은 철수의 소유권존부에 관한 진술이고 철수의 소유권존부는 철수의 소유권에 기한 소송에서 선결적 법률관계에 해당하므로 선결적 법률관계에 관한 권리자백이다.

### 자백의 효과
- 상대방에게 증명책임이 면제되어 증명을 요하지 않으며, 법원에 대한 구속력으로 사실인정권이 배제되어 자백한 것을 그대로 인정해야 하며, 당사자에 대한 구속력으로 임의철회가 제한된다.

## 미국의 증거법
|                                                       |
| 증거법                                                |
| 영미법 시리즈                                         |
| 증거의 종류                                           |
| 증언 · 물증                                           |
| 전자증거 · 무죄입증 증거                              |
| 과학적 증거 · 물적 증거                               |
| 목격자지목 · DNA증거                                  |
| 거짓말                                                |
| 관련성                                                |
| 입증책임 · 증거기초                                   |
| 공공복리예외 · 오염 · 성격증거                        |
| 습관증거 · 유사사실                                   |
| 진위확인                                              |
| 관리 연속성 · 주지의 사실                             |
| 최량증거원칙 · 자기확증문서 · 오래된 문서             |
| 증인                                                  |
| 증인적격 · 증언거부특권                               |
| 직접신문 · 교호신문 · 재직접신문                      |
| 탄핵증거                                              |
| 기록된 기억 · 전문가증언                              |
| 사망자 규정                                           |
| 전문증거와 예외                                       |
| 영국법 · 미국법                                       |
| 자백 · 업무상 기록                                    |
| 흥분 상태의 언급 · 임종시의 진술                      |
| 일방 당사자의 자인 · 오래된 문서                      |
| 이익에 반하는 진술 · 현장성 감각 인상 · 부대상황 사실 |
| 권위학술서 · 비언어적 행동                            |
| 미국법의 다른 영역                                    |
| 계약법 · 불법행위법                                   |
| 재산법 과 미국의 유언신탁법                           |
| 형법 · 증거법                                         |

### 사례
증인은 A와 B를 만났는데 A의 코가 부러진 상태였다. 왜 그런지 이유를 묻자 A는 B가 주먹으로 때려서 그렇다고 하였고 B는 "이건 시작에 불과하지. 다음 번에는 이 세상과 작별일 걸"이라고 하였다면 B는 자신이 A를 때린 것을 자백한 것으로 간주된다.